# 大仙寺 (日本)
大仙寺（日语：だいせんじ）是位於日本岐阜縣加茂郡八百津町八百津的臨濟宗妙心寺派之寺院，山號是臨滹山（りんこざん）。該寺為與永保寺、正眼寺合稱為「美濃三道場」的古刹。

## 簡介
該寺的由來可追溯到如幻尼於寬正元年（1461年）開設的臨濟宗南禪寺派「不二庵」，創建石的建物位在比現址更南邊的黑瀨。明應元年（1492年）東陽英朝入山。文龜元年（1501年）因土岐政房的協助，建立新的寺院而成為「臨滹山大仙寺」。山號的由來是將木曾川比擬成中國臨濟寺附近的滹沱河而來。永正元年（1504年），大仙寺成為土岐氏的祈願所。第二代住持是由東洋英朝的法嗣，大雅耑匡就任。
戰國時代因為土岐氏衰退，大仙寺的寺勢也跟著衰退。後來進入江戶時代，成為第八代住持的愚堂東寔將大仙寺遷到現址並成功中興。現在寺院中的地藏堂與方丈（住持居所）為愚堂禪師時代的建物。另外愚堂東寔擔任住持的時候，由於澤庵宗彭的推薦，宮本武藏曾造訪該寺，而當時宮本武藏座禪的石頭仍保存了下來。

## 所有文化財
該寺擁有以下的岐阜縣指定、八百津町指定的文化財。

### 岐阜縣指定有形文化財
- 釣手土器（繩文土器）
- 萬里集九賛叭叭鳥
- 蒙山德異紙本達磨圖
- 絹本著色東陽英朝禪師像
- 絹本墨畫蘭石圖
- 愚堂東寔書跡
- 東陽英朝書跡

### 八百津町指定有形文化財
- 猿圖
- 愚堂東寔賛墨畫
- 愚堂東寔頂相
- 香爐
- 愚堂東寔書跡（2件）
- 東陽英朝書跡

## 脚注
1. ↑  .   [2022-01-24]. （原始内容存档于2022-03-08）.

## 外部連結
- 官方網站 （页面存档备份，存于）